# Aphyllocladus
Aphyllocladus là một chi thực vật có hoa trong họ Cúc (Asteraceae).

## Loài
Chi Aphyllocladus gồm các loài: